# Артур Лібегеншель
Артур Лібегеншель (нім. Arthur Liebehenschel; 25 листопада 1901, Позен, Німеччина, — 28 грудня 1948, Краків, Польща) — оберштурмбаннфюрер СС, комендант таборів смерті Аушвіц (1 грудня 1943 — 8 травня 1944) і Майданек (19 травня — 22 липня 1944) під час Другої світової війни. Після війни визнаний винним у скоєнні військових злочинів і страчений.

## Біографія
Народився 25 листопада 1901 року в Позені (сьогодні — Познань, Польща). Вивчав економіку та державне управління. Через неповноліття не брав участі в Першій світовій війні, проте згодом став оберфельдфебелем райхсверу. У 1932 році вступив в НСДАП (квиток № 932 760). У 1934 вступив в СС (службове посвідчення № 29 254), став ад'ютантом в концтаборі Ліхтенбург, а через два роки був переведений до Інспекції концентраційних таборів (IKL) в Берліні. З 1937 року був керівником Політичного відділу (Politische Abteilung), з 18 листопада 1939 року — начальником штабу IKL і заступником (Stabsfuhrer und Vertrter) головного інспектора концентраційних таборів.
10 листопада 1943 Лібехеншель став комендантом Аушвіца, змінивши Рудольфа Гьосса. 19 травня 1944 став комендантом Майданека. При наближенні радянських військ табір був евакуйований, а Лібегеншель був переведений в Трієст в офіс Оділо Ґлобочніка. В офісі він очолив кадрове бюро.

### Суд і вирок
В кінці війни заарештований американцями і екстрадований до Польщі. Після судового розгляду під час процесу над службовцями Аушвіца був страчений через повішення 28 січня 1948 року.

## Родина
У Лібегеншеля від першого шлюбу був один син і три дочки. Молодша дитина, Барбара Черіш, яка народилася в 1943, живе в США. Вона розповіла, що її батько проводив роботу щодо поліпшення умов для ув'язнених, але також і брав участь в геноциді. Барбара сказала, що вона живе з почуттям провини за свого батька.
Від другого шлюбу у Лібехеншеля був син.
Перша дружина, Гертруда, яку він покинув під час війни, страждала психічними розладами. Вона покінчила життя самогубством в клініці для душевнохворих в 1966 році.

## Звання[6]
- Фельдфебель (???)
- Обер-фельдфебель (1919)
- Унтерштурмфюрер СС (9 листопада 1933)
- Оберштурмфюрер СС (15 червня 1934)
- Гауптштурмфюрер СС (9 листопада 1934)
- Штурмбаннфюрер СС (12 вересня 1937)
- Оберштурмбаннфюрер СС (30 січня 1941)

## Нагороди[6]
- Кільце «Мертва голова»
- Почесний кут старих бійців
- Почесна шпага рейхсфюрера СС